# Kazue Nagahori
Kazue Nagahori (Saitama, Japón; 12 de noviembre de 1968) es el nombre de una luchadora profesional que actualmente vive en Tokio. Se destacó por su trabajo junto a Yumi Ogura quienes participaron en el equipo "The Reed Typoons" en los años 1980, tuvo mucho éxito en All Japan Women's Pro-Wrestling debutando en 1984.

## Carrera
Kazue Nagahori nació en Saitama el 12 de noviembre de 1968, a los dieciséis años de edad debuta en All Japan Women's Pro-Wrestling en un torneo contra Yumi Ogura. Más tarde, ambas forman equipo, ya que se muestra la separación de Yumi Ogura y Keiko Nakano, puesKeiko Nakano comienza a formar parte de La villanía alianza. Nagahori y Ogura no solo fueron solo grandes amigas, también formaron el equipo de "The Redd Typoons" donde derrotaron a Keiko Nakano y Grizzly Iwamoto. Más tarde derrotan a The Jumping Boomb Angels, conformado por Noriyo Tateno y Itsuki Yamazaki. 
En 1986, las estadounidenses Velvet McIntyre y Judy Martin, que venían de WWF son derrotadas por Ogura y Nagahori, y un año más tarde, fue un torneo desesperante del grupo The Reed Typoons contra Akira Hokuto y Yumiko Hotta, pues Hokuto había terminado en el hospital por problemas en la pierna y el cuello, donde Yumi Ogura y Kazue Nagahori ganan el título de campeonato en grupo y más tarde le piden perdón.
Aunque Nagahori perdió junto a Dump Matsumoto y Bull Nakano, uno de sus torneos finales fue contra Yumi Ogura donde ambas terminan empatando y luego esta se retira en 1989. Actualmente vive en Tokio y es madre de tres hijos.

## Títulos de campeonatos y logros
- All Japan Tag Team Championship (En equipo)
- Tag Team Campeonato Mundial WWWA
- Trofeo de Oro
- Trofeo de Plata

## Técnicas especiales
- Técnicas con las rodillas y las piernas
- Tigre conductor
- Rodando Sobato
- Pie de espada

## Alianza
- Yumi Ogura
- Mika Komatsu
- Kanako Nagatomo